# Тил, Берт
Мейнард Берт Тил (англ. Maynard Bert Thiel, 4 мая 1926, Марион, Висконсин — 31 июля 2020, Пелла, там же) — американский бейсболист, питчер. В 1952 году играл в Главной лиге бейсбола в составе клуба «Бостон Брэйвз». После завершения карьеры работал тренером и скаутом.

## Биография

### Ранние годы
Берт Тил родился 4 мая 1926 года в Марионе в штате Висконсин. Четвёртый из семи детей в семье Артура и Анны Тил. Глава семьи занимался лесозаготовками, мать была домохозяйкой. Берт учился в школе Мариона, но не окончил её. Последний год он провёл, помогая отцу в лесу. По воскресеньям Тил играл в бейсбол за любительскую команду из Леополиса. В 1944 году он был призван на военную службу и направлен в Европу. Берт участвовал в боях во время Арденнской операции. После окончания войны он служил в одном из подразделений на территории Западной Германии. В одном из своих интервью Тил рассказывал, что посещал некоторые заседания во время Нюрнбергского процесса.

### Игровая карьера
После возвращения в США Берт заключил контракт с «Милуоки Брюэрс», фарм-клубом «Бостон Брэйвз» в Американской ассоциации. Профессиональную карьеру он начал в команде C-лиги «О-Клэр Беарс». В её составе Тил одержал десять побед при десяти поражениях с пропускаемостью 3,60. В 1948 году он выступал за «Джексон Сенаторз» в Юго-Восточной лиге. Этот сезон стал лучшим в его спортивной карьере. Берт одержал двадцать побед при показателе пропускаемости 2,99. Оба результата были вторыми среди всех питчеров лиги. В том же году он женился на Джин Данкан. В браке у них родилось девять детей.
В следующих двух сезонах Берт выступал в Восточной лиге за «Хартфорд Чифс». В 1949 году он сыграл ноу-хиттер против «Илмайры Пионирс». В 1950 году он одержал пятнадцать побед при семи поражениях, а сыгранные им 222 иннинга стали лучшим результатом в лиге. Сезон 1951 года Тил провёл в «Брюэрс», располагавшими на тот момент одним из лучших составов в истории младших бейсбольных лиг. Он одержал четырнадцать побед при девяти поражениях и сыграл второй в карьере ноу-хиттер. «Брюэрс» выиграли регулярный чемпионат Американской ассоциации, а затем победили и в плей-офф. В Мировой серии младших лиг команда в семи матчах победила «Монреаль Роялс», Берт выходил на замену в двух из них. Зимой 1951/52 годов он успешно играл в Зимней лиге в Пуэрто-Рико. 
Весной 1952 года его включили в состав «Бостон Брэйвз» на День открытия сезона. Семнадцатого апреля Тил дебютировал в Главной лиге бейсбола. В регулярном чемпионате он сыграл в четырёх матчах, проведя на поле семь иннингов с пропускаемостью 7,71. Затем Берта перевели обратно в «Брюэрс», где он снова выиграл чемпионат Американской ассоциации. В 1953 году «Брэйвз» переехали в Милуоки, а фарм-клуб AAA-лиги был перевезён в Толидо в штате Огайо. В течение следующих трёх лет Тил был одним из лучших питчеров «Толидо Мад Хенс», но в Главную лигу бейсбола ему вернуться не удалось.
В ноябре 1955 года во время драфта игроков младших лиг Тила выбрали «Нью-Йорк Джайентс». После перехода его отправили в фарм-клуб AA-лиги Даллас Иглз. В 1956 году Берт провёл один из лучших своих сезонов и установил рекорд Техасской лиги, сыграв 33 иннинга подряд без допущенных уоков. Он одержал восемнадцать побед при одиннадцати поражениях, сыграл восемнадцать полных игр и установил личный рекорд, сделав 113 страйкаутов. После окончания чемпионата он вошёл в сборную звёзд лиги и был признан Питчером года. В октябре его контракт был выкуплен клубом «Бостон Ред Сокс».
После предсезонных сборов весной 1957 года Тил был отправлен в команду AAA-лиги «Сан-Франциско Силс». Он провёл 41 игру в качестве реливера и выиграл с командой чемпионат Лиги Тихоокеанского побережья. В следующем сезоне Берт играл в Американской ассоциации в составе «Миннеаполис Миллерс». Он провёл восемнадцать игр в стартовом составе и четырнадцать как реливер. «Миллерс» завершили год победой в Мировой серии младших лиг, но Тил в финале участия не принимал. В 1959 году он сыграл два матча в Техасской лиге за «Корпус-Кристи Джайентс», а затем выступал в составе «Нью-Орлеан Пеликанс».

### Тренерская карьера
В 1960 году Тил был назначен главным тренером команды D-лиги «Альбукерке Дьюкс», входившей в систему «Канзас-Сити Атлетикс». Чемпионат «Дьюкс» завершили на пятом месте из шести возможных, одержав 57 побед при 72 поражениях. В следующем году он возглавил клуб «Покателло Баннокс» из Лиги пионеров, также приведя его к пятом месту в чемпионате. В 1961 году Берт сыграл последние четыре матча в своей карьере.
С 1963 по середину 1968 года Тил работал скаутом клуба «Вашингтон Сенаторз», затем он занимал должности тренера питчеров клуба и временного главного тренера фарм-команды «Берлингтон Сенаторз». Среди найденных им игроков были питчер Билл Гоголевски и будущий четырёхкратный участник Матча всех звёзд Тоби Харра. В 1970 и 1971 года Берт занимался скаутингом для «Атланты Брэйвз».
К тренерской работе Тил вернулся в 1972 году. Он возглавил «Эпплтон Фоксиз», фарм-клуб «Чикаго Уайт Сокс», и вывел его в финал плей-офф Лиги Среднего запада. Команду он возглавлял два года с перерывом, в течение которого Тил был тренером питчеров в «Уайт Сокс». Сезон 1974 года он провёл на посту главного тренера независимой команды «Дьюбук Пэкерс». В конце года он завершил тренерскую карьеру.

### После ухода из бейсбола
Закончив работать в бейсболе, Берт вернулся в Висконсин. Некоторое время он работал в сфере лесозаготовок, затем взял на себя управление семейными баром и рестораном. Свободное время он посвящал охоте и рыбалке.
Скончался Берт Тил 31 июля 2020 года в своём доме в городе Пелла. Ему было 94 года.